# Bathyphantes paradoxus
Bathyphantes paradoxus är en spindelart som beskrevs av Lucien Berland 1929. Bathyphantes paradoxus ingår i släktet Bathyphantes och familjen täckvävarspindlar.
Artens utbredningsområde är Samoa. Inga underarter finns listade.